# Wildwood (Kentucky)
Wildwood és una població dels Estats Units a l'estat de Kentucky. Segons el cens del 2000 tenia 247 habitants.

## Demografia
Segons el cens del 2000, Wildwood tenia 247 habitants, 111 habitatges, i 75 famílies. La densitat de població era de 1.192,1 habitants/km².
Dels 111 habitatges en un 25,2% hi vivien nens de menys de 18 anys, en un 58,6% hi vivien parelles casades, en un 8,1% dones solteres, i en un 32,4% no eren unitats familiars. En el 28,8% dels habitatges hi vivien persones soles el 15,3% de les quals corresponia a persones de 65 anys o més que vivien soles. El nombre mitjà de persones vivint en cada habitatge era de 2,23 i el nombre mitjà de persones que vivien en cada família era de 2,72.
Per edats la població es repartia de la següent manera: un 18,6% tenia menys de 18 anys, un 4,5% entre 18 i 24, un 18,6% entre 25 i 44, un 28,7% de 45 a 60 i un 29,6% 65 anys o més.
L'edat mediana era de 49 anys. Per cada 100 dones de 18 o més anys hi havia 73,3 homes.
La renda mediana per habitatge era de 61.250 $ i la renda mediana per família de 75.484 $. Els homes tenien una renda mediana de 52.083 $ mentre que les dones 37.143 $. La renda per capita de la població era de 38.251 $. Cap de les famílies i el 0,8% de la població estaven per davall del llindar de pobresa.

## Poblacions més properes
El següent diagrama mostra les poblacions més properes.